# 에리 아르피야

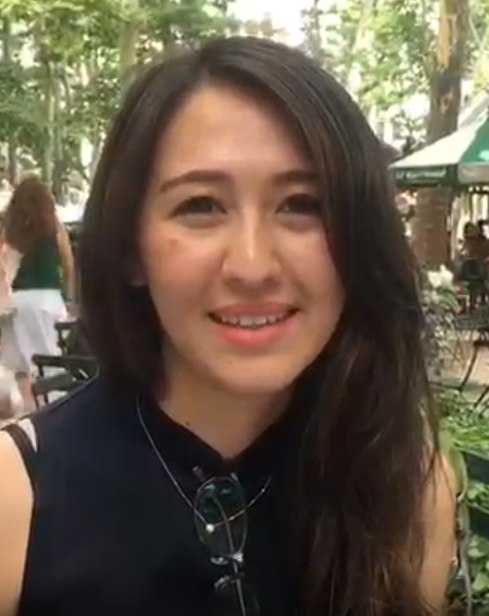

에리 아르피야(일본어: 英利アルフィヤ 에리 아루피야[*], 위구르어: ئارفىيە ئابلەت, 중국어: 英利阿丽菲亚, 1988년 10월 16일 ~ )는 일본의 위구르족 출신의 일본 자유민주당 소속 정치인이다. 호적상의 이름은 에리 아리페야(英利アリフェヤー).
1988년 일본 후쿠오카현 기타큐슈시에서 신장 위구르 자치구 출신의 위구르인 아버지와 우즈베크인 어머니 사이에 태어났다. 1999년 온 가족이 성씨를 에리(英利)로 하여 일본으로 귀화하였다. 동년부터 아버지의 전근으로 중국으로 재이주하여 상하이와 광저우에서 국제학교를 다녔다. 이후 미국으로 유학하여 조지타운 대학교에서 학사·석사 학위를 취득하였다.
2012년 7월 일본은행에 입사하여 근무하다가 2016년 8월 외무성 공시에 합격하고 국제연합에서 일하며 다양한 직책을 역임하였다. 2022년 5월 퇴직하고 자유민주당 공인 비례대표로 제26회 일본 참의원 의원 통상선거에 출마하였으나 낙선했다. 2023년 4월 지바현 제5구의 중의원 보궐선거에서 당선되어 중의원 의원이 되었다.